# سالم اکسپرس
سالم اکسپرس یک کشتی مسافربری بود که در حدود ساعت ۱۱:۱۳ بعد از ظهر در ۱۴ دسامبر ۱۹۹۱ در دریای سرخ با صخره‌ای برخورد کرد و غرق شد. این کشتی به خاطر تلفات سنگین جانی که بلافاصله پس از برخورد با صخره بر جای گذاشت، مورد توجه است. سالم اکسپرس کشتی مسافربری شناور رو-رویی بود که به مدت ۲۵ سال با صاحبان، نام‌ها و مسیرهای مختلف کار کرد.
این کشتی در اصل فرد اسکامارونی نام داشت؛ این نام متعلق به یکی از اعضای مقاومت فرانسوی جنگ جهانی دوم بود که دستگیر و شکنجه شد و بدون افشای مأموریت خود، در سلولش خود را کشت. ساخت این کشتی در ژوئن ۱۹۶۳ آغاز شد. در نوامبر ۱۹۶۴ به دریا انداخته شد و برای تکمیل به پورت دو بوک منتقل و به عنوان یک یدک‌کش به کار گرفته شد و سرانجام در ژوئن ۱۹۶۵ به شرکت سی‌جی‌تی، مارسی، فرانسه تحویل داده شد.
آتش‌سوزی در موتورخانهٔ این کشتی در ۲۶ ژوئن ۱۹۶۶، اولین سفر آن را به تأخیر انداخت. در ژوئن ۱۹۶۶ او شروع به کار در اولین مسیر خود بین مارسی و آژاکسیو کرد. در ژانویه سال بعد، او با اسکله آژاکسیو برخورد کرد. و در آوریل ۱۹۷۰ آتش‌سوزی در راه باستیا رخ داد. در حالی که در سال ۱۹۸۰ مسیر دانکرک - رامس‌گیت را اداره می‌کرد، به گل نشست و در موقعیتی دیگر به دلیل بارگیری کند کامیون، باعث ترافیک شد.
در سال ۱۹۸۸ به شرکت حمل و نقل سماتور، سوئز، مصر فروخته شد و به سالم اکسپرس تغییر نام داد. مسیر برنامه‌ریزی شدهٔ آن بین سوئز و جده بود.

## سفر نهایی
سالم اکسپرس در آخرین سفرش، مسافت معمول خود از جده، عربستان سعودی، به سفاجا، مصر را که ۴۵۰-مایل (۷۲۰-کیلومتر) بود، طی کرد. این مسافت حدود ۳۶ ساعت طول کشید. آنها قصد داشتند ۳۵۰ مسافر را تخلیه کنند و سپس به سمت شمال به سوی سوئز حرکت کنند. این مسیر از سال ۱۹۸۸ برنامهٔ استاندارد کشتی بود. حرکت این کشتی در عربستان سعودی به دلیل نقص مکانیکی دو روز به تأخیر افتاده بود. شب غرق شدن طوفانی بود.
اکثر مسافران مصری بودند و اغلبشان کارگرانی بودند که دستمزد پایینی داشتند و برای تعطیلات با قایق به خانه برمی‌گشتند. حدود ۱۵۰ نفر از آنها، از زیارت مکه بازمی‌گشتند. طی غواصی‌های انجام شده، درون چمدان‌ها هدایایی بود که برای اعضای خانواده بسته‌بندی شده بود. همین نشان می‌دهد که آنها برای «تعطیلات» به خانه برمی‌گشتند. زائرانی که از مکه بازمی‌گشتند، لباس‌های زیبا به تن داشتند تا جشن بگیرند.
کشتی در فاصلهٔ ۶–۱۰ مایل (۹٫۷–۱۶٫۱ کیلومتر) از ساحل، پس از انحراف از مسیر برنامه‌ریزی شده‌اش، روی یک صخرهٔ مرجانی به گل نشست. صخره سوراخی در سمت راست سینهٔ کشتی ایجاد کرد، آنجا را شکافت و راه ورود به عرشهٔ کشتی را برای آب باز کرد. کشتی‌های رو-رو پس از شکسته شدن عرشه، بسیار آسیب‌پذیر هستند.